# Письмо Румянцева Титову

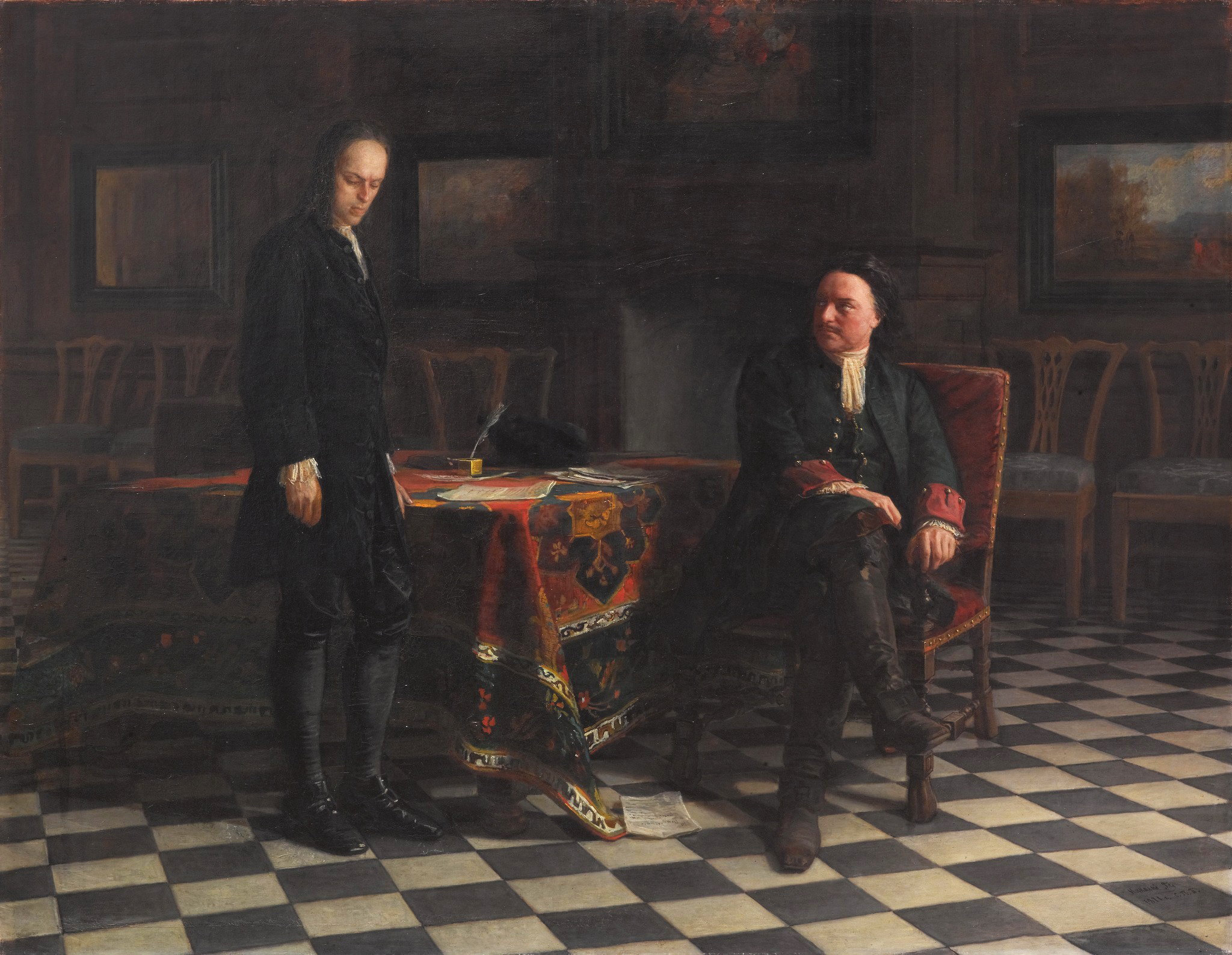
Пётр I допрашивает царевича Алексея в Петергофе. Н. Н. Ге, 1871

Письмо Александра Румянцева к Титову Дмитрию Ивановичу (Убиение царевича Алексея Петровича) — получивший распространение в середине XIX века текст, который рассказывает о последних днях и смерти сына Петра I царевича Алексея Петровича. «Письмо» написано от имени соратника Петра Первого Александра Румянцева, сыгравшего ключевую роль в возвращении под суд бежавшего из России царевича Алексея. Личность адресата, Дмитрия Ивановича Титова, не установлена. «Письмо» датировано 27 июля 1718 года (Алексей умер 26 июня 1718).
Согласно версии источника, ночью, после вынесения судом смертного приговора царевичу, Пётр I собрал нескольких доверенных лиц и сообщил им: «не хочу поругать царскую кровь всенародной казнию, но да совершится сей предел тихо и неслышно». По приказу царя Александр Румянцев, Иван Бутурлин, Пётр Толстой и Андрей Ушаков поехали в Петропавловскую крепость, где был заключен Алексей, под разными предлогами отослали окружавших царевича лиц и задушили его двумя пуховиками «от возглавия».
Эта версия гибели Алексея расходится как с официально распространённой информацией (о том, что царевич умер от отчаяния после объявления ему приговора), так и с другими свидетельствами (что смерть наступила вследствие пыток или отравления). Оригинал письма не обнаружен, независимыми источниками версия «Письма» не подтверждается.

## История документа

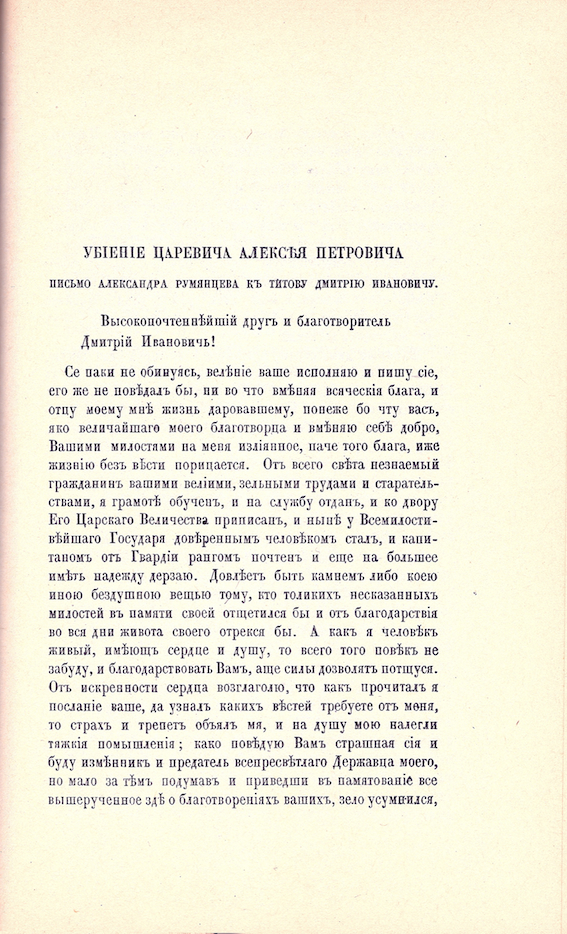
«Убиение царевича Алексея Петровича». Первая публикация письма Румянцева Титову. Альманах «Полярная звезда» на 1858 год.

«Письмо» ходило в нескольких списках, пока, наконец, в 1858 году не было опубликовано в лондонской Вольной русской типографии в альманахе «Полярная звезда», куда, скорее всего, попало благодаря М. И. Семевскому, одному из наиболее активных популяризаторов и распространителей. Вскоре после публикации «Письмо» стало предметом ожесточённой полемики. Придворный историограф Н. Г. Устрялов сделал вывод о подложности «Письма». Он указывал на отсутствие сколько-нибудь известных лиц петровской эпохи, подходивших бы на роль адресата письма, и считал маловероятным обнаружение этого письма спустя 130 лет после описываемых событий. Наиболее убедительными аргументами были указания на некоторые анахронизмы. Авраам Лопухин и Яков Игнатьев, упомянутые в письме как казнённые, были живы до 8 декабря, любовница царевича Евфросинья, о которой говорилось как о находящейся в монастыре, была отдана туда не раньше ноября (а по другим источникам — вообще благополучно вышла замуж; вдобавок «Письмо» описывает её как рослую девку, тогда как из донесений иностранцев известно, что она была миниатюрной). Таким образом, текст мог быть составлен в лучшем случае в конце 1718 года. В то же время демократические и либеральные круги сразу начали использовать «Письмо» для дискредитации властей и постарались опровергнуть доводы Устрялова. В защиту подлинности письма выступали, например, П. П. Пекарский в «Современнике» и М. И. Семевский в «Русском слове». Было справедливо отмечено, что несанкционированное обнародование информации об убийстве члена императорской семьи угрожало как безопасности публикатора, так и причастных к этому событию лиц и членов их семей. При переписывании рукописей описки были неизбежны, и ошибкой в дате письма можно было объяснить некоторые анахронизмы. Упоминалось также, что в одном из старых списков «Письма» в качестве адресата был указан не «Титов», а «Татищев».
Изыскания историка Эйдельмана показали, что «Письмо» могло быть частью коллекции материалов о Петре I и деле царевича Алексея, которую вводил в оборот князь Владимир Семёнович Кавкасидзев. В 1844 году в журнале «Отечественные записки» было опубликовано 14 документов этой коллекции. 12 из 14-ти документов оказались компиляциями, в той или иной степени смонтированными на основании выполненного Степаном Писаревым обратного перевода на русский язык с греческого издания Антония Катифоро открытых официальных документов петровского времени. Поскольку перевод книги Катифоро «Житие Петра Великого» был сделан в 1743 году, этот год является нижней границей времени написания скомпилированных документов.
Однако для двух из четырнадцати документов прототипов обнаружено не было, что не позволяло определить их как доказанные подделки. Одним из этих двух документов было письмо Александра Румянцева некоему Ивану Дмитриевичу, повествовавшее о событиях, предшествовавших гибели царевича. Таким образом, «Письмо Дмитрию Титову» становится как бы «второй частью» рассказа из двух писем Румянцева и пятнадцатым документом коллекции, содержащей двенадцать поддельных материалов. Тем не менее во втором прижизненном издании 1984 года книги «Герцен против самодержавия» Натан Эйдельман считает, что решающих доказательств в пользу подлинности или подложности «Письма Румянцева Титову» всё ещё нет, и оставляет этот вопрос открытым. 

## Интересные факты
Восходящая к «Письму» версия об удушении Алексея Петровича упоминается как основная в соответствующих статьях Советской исторической энциклопедии и Большой советской энциклопедии. В настоящее время «Письмо» обычно рассматривают как доказанную подделку. Популярна точка зрения, поддерживаемая историком и архивистом В. П. Козловым, что «Убиение царевича Алексея» является попыткой реконструкции В. Кавкасидзевым интересовавших его исторических событий.